# Silhouettella loricatula
Silhouettella loricatula är en spindelart som först beskrevs av Roewer 1942.  Silhouettella loricatula ingår i släktet Silhouettella och familjen dansspindlar. Inga underarter finns listade i Catalogue of Life.